# بردرش (عراق)
بردرش یک منطقهٔ مسکونی در عراق است که در استان دهوک واقع شده‌است.